# Hoya rizaliana
Hoya rizaliana är en oleanderväxtart som beskrevs av D. Kloppenburg. Hoya rizaliana ingår i släktet Hoya och familjen oleanderväxter. Inga underarter finns listade i Catalogue of Life.